# Oligosoma longipes
Oligosoma longipes är en ödleart som beskrevs av  Patterson 1997. Oligosoma longipes ingår i släktet Oligosoma och familjen skinkar. Inga underarter finns listade i Catalogue of Life.